# Заблоце (Торуньский повет)
Заблоце — деревня в гмине Черниково Торуньского повета Куявско-Поморского воеводства в центральной части севера Польши.